# Hipismo nos Jogos Olímpicos de Verão de 2016 - Saltos individual
A competição de saltos individual do hipismo nos Jogos Olímpicos de Verão de 2016 foi realizada entre os dias 14 de agosto a 19 de agosto no Centro Olímpico de Hipismo.

## Calendário
Horário local (UTC-3)
| Dia          | Horário | Fase              |
| ------------ | ------- | ----------------- |
| 14 de agosto | 10:00   | Classificatória 1 |
| 16 de agosto | 10:00   | Classificatória 2 |
| 17 de agosto | 10:00   | Classificatória 3 |
| 19 de agosto | 10:00   | Final A e B       |

## Medalhistas
| Ouro   | GBR Nick Skelton     |
| Prata  | SWE Peder Fredricson |
| Bronze | CAN Eric Lamaze      |

## Resultados

### Fase de classificação
Rodada 1
A primeira rodada de classificação foi realizada em um curso com um tempo permitido de 82 segundos.
| Pos. | Ginete                         | Cavalo                   | Pen.            | Pen.            | Total pen.      |                 |
| Pos. | Ginete                         | Cavalo                   | Salto           | Tempo           | Total pen.      |                 |
| ---- | ------------------------------ | ------------------------ | --------------- | --------------- | --------------- | --------------- |
| 1    | GER Christian Ahlmann          | Taloubet Z               | 0               | 0               | 0               |                 |
| 1    | USA Kent Farrington            | Voyeur                   | 0               | 0               | 0               |                 |
| 1    | SUI Janika Sprunger            | Bonne Chance CW          | 0               | 0               | 0               |                 |
| 1    | FRA Philippe Rozier            | Rahotep de Toscane       | 0               | 0               | 0               |                 |
| 1    | BRA Stephan Barcha             | Landpeter do Feroleto    | 0               | 0               | 0               |                 |
| 1    | GER Meredith Michaels-Beerbaum | Fibonacci                | 0               | 0               | 0               |                 |
| 1    | BEL Jérôme Guery               | Gran Cru Van de Roz      | 0               | 0               | 0               |                 |
| 1    | NED Maikel van der Vleuten     | Verdi                    | 0               | 0               | 0               |                 |
| 1    | QAT Sheikh Ali Al-Thani        | First Division           | 0               | 0               | 0               |                 |
| 1    | SWE Peder Fredricson           | All In                   | 0               | 0               | 0               |                 |
| 1    | BRA Álvaro Doda de Miranda     | Cornetto K               | 0               | 0               | 0               |                 |
| 1    | GER Daniel Deusser             | First Class              | 0               | 0               | 0               |                 |
| 1    | AUS Edwina Tops-Alexander      | Lintea Tequila           | 0               | 0               | 0               |                 |
| 1    | CAN Amy Millar                 | Heros                    | 0               | 0               | 0               |                 |
| 1    | FRA Roger-Yves Bost            | Sydney une Prince        | 0               | 0               | 0               |                 |
| 1    | SWE Henrik von Eckermann       | Yajamila                 | 0               | 0               | 0               |                 |
| 1    | BRA Pedro Veniss               | Quabri de l'Isle         | 0               | 0               | 0               |                 |
| 1    | EGY Karim El-Zoghby            | Amelia                   | 0               | 0               | 0               |                 |
| 1    | GBR John Whitaker              | Ornellaia                | 0               | 0               | 0               |                 |
| 1    | NED Harrie Smolders            | Emerald                  | 0               | 0               | 0               |                 |
| 1    | CAN Eric Lamaze                | Fine Lady 5              | 0               | 0               | 0               |                 |
| 1    | ESP Sergio Álvarez Moya        | Carlo 273                | 0               | 0               | 0               |                 |
| 1    | SUI Steve Guerdat              | Nino des Buissonets      | 0               | 0               | 0               |                 |
| 1    | UKR Rene Tebbel                | Zipper                   | 0               | 0               | 0               |                 |
| 25   | QAT Ali Al-Rumaihi             | Gunder                   | 0               | 1               | 1               |                 |
| 25   | URU Nestor Nielsen van Hoff    | Prince Royal Z de la Luz | 0               | 1               | 1               |                 |
| 27   | BRA Eduardo Menezes            | Quintol                  | 4               | 0               | 4               |                 |
| 27   | GBR Nick Skelton               | Big Star                 | 4               | 0               | 4               |                 |
| 27   | NED Jeroen Dubbeldam           | Zenith                   | 4               | 0               | 4               |                 |
| 27   | CAN Yann Candele               | First Choice 15          | 4               | 0               | 4               |                 |
| 27   | ESP Pilar Lucrecia Cordón      | Gribouille du Lys        | 4               | 0               | 4               |                 |
| 27   | MAR Abdelkebir Ouaddar         | Quickly de Kreisker      | 4               | 0               | 4               |                 |
| 27   | GBR Ben Maher                  | Tic Tac                  | 4               | 0               | 4               |                 |
| 27   | AUS Scott Keach                | Fedor                    | 4               | 0               | 4               |                 |
| 27   | USA Lucy Davis                 | Barron                   | 4               | 0               | 4               |                 |
| 27   | CAN Tiffany Foster             | Tripple X III            | 4               | 0               | 4               |                 |
| 27   | ESP Manuel Fernández Saro      | U Watch                  | 4               | 0               | 4               |                 |
| 27   | SUI Romain Duguet              | Quorida de Treho         | 4               | 0               | 4               |                 |
| 27   | JPN Reiko Takeda               | Bardolino                | 4               | 0               | 4               |                 |
| 27   | UKR Ulrich Kirchhoff           | Prince de la Mare        | 4               | 0               | 4               |                 |
| 27   | FRA Kevin Staut                | Reveur de Hurtebise      | 4               | 0               | 4               |                 |
| 27   | ARG Matías Albarracín          | Cannavaro 9              | 4               | 0               | 4               |                 |
| 27   | GBR Michael Whitaker           | Cassionato               | 4               | 0               | 4               |                 |
| 27   | ESP Eduardo Álvarez Aznar      | Rockfeller de Pleville   | 4               | 0               | 4               |                 |
| 27   | SUI Martin Fuchs               | Clooney                  | 4               | 0               | 4               |                 |
| 27   | ARG José Maria Larocca         | Cornet du Lys            | 4               | 0               | 4               |                 |
| 27   | GER Ludger Beerbaum            | Casello                  | 4               | 0               | 4               |                 |
| 27   | USA Elizabeth Madden           | Cortes'c'                | 4               | 0               | 4               |                 |
| 27   | QAT Bassem Hassan Mohammed     | Dejavu                   | 4               | 0               | 4               |                 |
| 50   | PER Alonso Valdéz              | Chief                    | 4               | 2               | 6               |                 |
| 51   | ARG Ramiro Quintana            | Appy Cara                | 4               | 3               | 7               |                 |
| 53   | AUS Matt Williams              | Valinski S               | 8               | 0               | 8               |                 |
| 53   | POR Luciana Diniz              | Fit for Fun 13           | 8               | 0               | 8               |                 |
| 53   | QAT Hamad Al-Attiyah           | Appagino 2               | 8               | 0               | 8               |                 |
| 53   | SWE Malin Baryard-Johnsson     | Cue Channa               | 8               | 0               | 8               |                 |
| 53   | COL René Lopez                 | Con Dios III             | 8               | 0               | 8               |                 |
| 53   | IRL Greg Broderick             | Going Gloabal            | 8               | 0               | 8               |                 |
| 53   | VEN Pablo Barrios              | Antares                  | 8               | 0               | 8               |                 |
| 53   | AUS James Paterson-Robinson    | Amarillo                 | 8               | 0               | 8               |                 |
| 61   | TUR Ömer Karaevli              | Roso au Crosnier         | 12              | 1               | 13              |                 |
| 61   | VEN Emanuel Andrade            | Hardrock Z               | 12              | 1               | 13              |                 |
| 63   | COL Daniel Bluman              | Apardi                   | 12              | 3               | 15              |                 |
| 64   | JPN Toshiki Masui              | Taloubetdarco K Z        | 16              | 0               | 16              |                 |
| 64   | JPN Taizo Sugitani             | Imothep                  | 16              | 0               | 16              |                 |
| 64   | SWE Rolf-Göran Bengtsson       | Unita                    | 16              | 0               | 16              |                 |
| 67   | ITA Emanuele Gaudiano          | Caspar 232               | 24              | 3               | 27              |                 |
| 68   | UKR Cassio Rivetti             | Fine Fleur du Marais     | Eliminado       | Eliminado       | 47              |                 |
| 68   | ARG Bruno Passaro              | Chicago Z                | Eliminado       | Eliminado       | 47              |                 |
| 68   | JPN Daisuke Fukushima          | Cornet 36                | Eliminado       | Eliminado       | 47              |                 |
| 68   | UKR Ferenc Szentirmai          | Chadino                  | Eliminado       | Eliminado       | 47              |                 |
| 68   | TPE Wong I-sheau               | Zadarijke V              | Eliminado       | Eliminado       | 47              |                 |
| 68   | FRA Pénélope Leprevost         | Flora de Mariposa        | Eliminado       | Eliminado       | 47              |                 |
| –    | BEL Nicola Philippaerts        | Zilverstar T             | Desclassificado | Desclassificado | Desclassificado | Desclassificado |
| –    | NED Jur Vrieling               | Zirocco Blue             | Desclassificado | Desclassificado | Desclassificado | Desclassificado |

Rodada 2
A segunda fase classificatória ocorreu dia 16 de agosto e teve um tempo de 81 segundos.
| Pos. | Ginete                         | Cavalo                   | Pen.            | Pen.            | Rodada 1 pen.   | Total pen.      |                 |
| Pos. | Ginete                         | Cavalo                   | Salto           | Tempo           | Rodada 1 pen.   | Total pen.      |                 |
| ---- | ------------------------------ | ------------------------ | --------------- | --------------- | --------------- | --------------- | --------------- |
| 1    | USA Kent Farrington            | Voyeur                   | 0               | 0               | 0               | 0               |                 |
| 1    | GER Christian Ahlmann          | Taloubet Z               | 0               | 0               | 0               | 0               |                 |
| 1    | SWE Peder Fredricson           | All In                   | 0               | 0               | 0               | 0               |                 |
| 1    | NED Maikel van der Vleuten     | Verdi                    | 0               | 0               | 0               | 0               |                 |
| 1    | GER Meredith Michaels-Beerbaum | Fibonacci                | 0               | 0               | 0               | 0               |                 |
| 1    | NED Harrie Smolders            | Emerald                  | 0               | 0               | 0               | 0               |                 |
| 1    | BRA Álvaro Doda de Miranda     | Cornetto K               | 0               | 0               | 0               | 0               |                 |
| 1    | GER Daniel Deusser             | First Class              | 0               | 0               | 0               | 0               |                 |
| 1    | ESP Sergio Álvarez Moya        | Carlo 273                | 0               | 0               | 0               | 0               |                 |
| 1    | CAN Eric Lamaze                | Fine Lady 5              | 0               | 0               | 0               | 0               |                 |
| 1    | BRA Pedro Veniss               | Quabri de l'Isle         | 0               | 0               | 0               | 0               |                 |
| 12   | UKR Rene Tebbel                | Zipper                   | 0               | 1               | 0               | 1               |                 |
| 12   | FRA Roger-Yves Bost            | Sydney une Prince        | 0               | 1               | 0               | 1               |                 |
| 14   | QAT Ali Al-Rumaihi             | Gunder                   | 0               | 1               | 1               | 2               |                 |
| 15   | NED Jeroen Dubbeldam           | Zenith                   | 0               | 0               | 4               | 4               |                 |
| 15   | CAN Yann Candele               | First Choice 15          | 0               | 0               | 4               | 4               |                 |
| 15   | FRA Philippe Rozier            | Rahotep de Toscane       | 4               | 0               | 0               | 4               |                 |
| 15   | BRA Eduardo Menezes            | Quintol                  | 0               | 0               | 4               | 4               |                 |
| 15   | USA Lucy Davis                 | Barron                   | 0               | 0               | 4               | 4               |                 |
| 15   | QAT Sheikh Ali Al-Thani        | First Division           | 4               | 0               | 0               | 4               |                 |
| 15   | SUI Romain Duguet              | Quorida de Treho         | 0               | 0               | 4               | 4               |                 |
| 15   | FRA Kevin Staut                | Reveur de Hurtebise      | 0               | 0               | 4               | 4               |                 |
| 15   | USA McLain Ward                | Azur                     | 0               | 0               | 4               | 4               |                 |
| 15   | SWE Henrik von Eckermann       | Yajamila                 | 4               | 0               | 0               | 4               |                 |
| 15   | SUI Martin Fuchs               | Clooney                  | 0               | 0               | 4               | 4               |                 |
| 26   | JPN Reiko Takeda               | Bardolino                | 0               | 1               | 4               | 5               |                 |
| 26   | ARG Matías Albarracín          | Cannavaro 9              | 0               | 1               | 4               | 5               |                 |
| 26   | AUS Edwina Tops-Alexander      | Lintea Tequila           | 4               | 1               | 0               | 5               |                 |
| 26   | CAN Amy Millar                 | Heros                    | 4               | 1               | 0               | 5               |                 |
| 30   | POR Luciana Diniz              | Fit for Fun 13           | 0               | 0               | 8               | 8               |                 |
| 30   | ARG Ramiro Quintana            | Appy Cara                | 0               | 1               | 7               | 8               |                 |
| 30   | AUS Matt Williams              | Valinski S               | 0               | 0               | 8               | 8               |                 |
| 30   | UKR Ulrich Kirchhoff           | Prince de la Mare        | 4               | 0               | 4               | 8               |                 |
| 30   | GBR Nick Skelton               | Big Star                 | 4               | 0               | 4               | 8               |                 |
| 30   | SUI Janika Sprunger            | Bonne Chance CW          | 8               | 0               | 0               | 8               |                 |
| 30   | GBR Ben Maher                  | Tic Tac                  | 4               | 0               | 4               | 8               |                 |
| 30   | ESP Manuel Fernández Saro      | U Watch                  | 4               | 0               | 4               | 8               |                 |
| 30   | CAN Tiffany Foster             | Tripple X III            | 4               | 0               | 4               | 8               |                 |
| 30   | QAT Bassem Hassan Mohammed     | Dejavu                   | 4               | 0               | 4               | 8               |                 |
| 30   | SUI Steve Guerdat              | Nino des Buissonets      | 8               | 0               | 0               | 8               |                 |
| 30   | GER Ludger Beerbaum            | Casello                  | 4               | 0               | 4               | 8               |                 |
| 42   | EGY Karim El-Zoghby            | Amelia                   | 8               | 1               | 0               | 9               |                 |
| 42   | GBR Michael Whitaker           | Cassionato               | 4               | 1               | 4               | 9               |                 |
| 44   | URU Nestor Nielsen van Hoff    | Prince Royal Z de la Luz | 8               | 1               | 1               | 10              |                 |
| 44   | BEL Jérôme Guery               | Gran Cru Van de Roz      | 8               | 2               | 0               | 10              |                 |
| 46   | ARG José Maria Larocca         | Cornet du Lys            | 8               | 0               | 4               | 12              |                 |
| 46   | ESP Pilar Lucrecia Cordon      | Gribouille du Lys        | 8               | 0               | 4               | 12              |                 |
| 46   | SWE Malin Baryard-Johnsson     | Cue Channa               | 4               | 0               | 8               | 12              |                 |
| 46   | USA Elizabeth Madden           | Cortes'c'                | 8               | 0               | 4               | 12              |                 |
| 50   | IRL Greg Broderick             | Going Gloabal            | 4               | 1               | 8               | 13              |                 |
| 50   | MAR Abdelkebir Ouaddar         | Quickly de Kreisker      | 8               | 1               | 4               | 13              |                 |
| 50   | QAT Hamad Al-Attiyah           | Appagino 2               | 4               | 1               | 8               | 13              |                 |
| 53   | AUS James Paterson-Robinson    | Amarillo                 | 8               | 1               | 8               | 17              |                 |
| 54   | VEN Pablo Barrios              | Antares                  | 12              | 0               | 8               | 20              |                 |
| 55   | COL René Lopez                 | Con Dios III             | 12              | 1               | 8               | 21              |                 |
| 56   | PER Alonso Valdéz              | Chief                    | 16              | 0               | 6               | 22              |                 |
| 57   | GBR John Whitaker              | Ornellaia                | 20              | 3               | 0               | 23              |                 |
| –    | AUS Scott Keach                | Fedor                    | Eliminado       | Eliminado       | Eliminado       | Eliminado       | Eliminado       |
| –    | ESP Eduardo Álvarez Aznar      | Rockfeller de Pleville   | Eliminado       | Eliminado       | Eliminado       | Eliminado       | Eliminado       |
| –    | BRA Stephan Barcha             | Landpeter do Feroleto    | Desclassificado | Desclassificado | Desclassificado | Desclassificado | Desclassificado |

Rodada 3
A terceira fase classificatória foi disputada em 17 de agosto, num tempo permitido de 82 segundos.
| Pos. | Ginete                         | Cavalo                   | Pen.     | Pen.     | Rodada 1+2 pen. | Total pen. |          |
| Pos. | Ginete                         | Cavalo                   | Salto    | Tempo    | Rodada 1+2 pen. | Total pen. |          |
| ---- | ------------------------------ | ------------------------ | -------- | -------- | --------------- | ---------- | -------- |
| 1    | CAN Eric Lamaze                | Fine Lady 5              | 0        | 0        | 0               | 0          |          |
| 2    | USA Kent Farrington            | Voyeur                   | 0        | 1        | 0               | 1          |          |
| 2    | SWE Peder Fredricson           | All In                   | 0        | 1        | 0               | 1          |          |
| 2    | NED Maikel van der Vleuten     | Verdi                    | 0        | 1        | 0               | 1          |          |
| 5    | FRA Roger-Yves Bost            | Sydney une Prince        | 0        | 1        | 1               | 2          |          |
| 6    | UKR Rene Tebbel                | Zipper                   | 0        | 2        | 1               | 3          |          |
| 7    | QAT Ali Al-Rumaihi             | Gunder                   | 0        | 2        | 2               | 4          |          |
| 7    | GER Christian Ahlmann          | Taloubet Z               | 4        | 0        | 0               | 4          |          |
| 7    | FRA Kevin Staut                | Reveur de Hurtebise      | 0        | 0        | 4               | 4          |          |
| 7    | USA McLain Ward                | Azur                     | 0        | 0        | 4               | 4          |          |
| 7    | BRA Álvaro Doda de Miranda     | Cornetto K               | 4        | 0        | 0               | 4          |          |
| 7    | GER Daniel Deusser             | First Class              | 4        | 0        | 0               | 4          |          |
| 13   | QAT Sheikh Ali Al-Thani        | First Division           | 0        | 1        | 4               | 5          |          |
| 13   | FRA Philippe Rozier            | Rahotep de Toscane       | 0        | 1        | 4               | 5          |          |
| 13   | GER Meredith Michaels-Beerbaum | Fibonacci                | 4        | 1        | 0               | 5          |          |
| 13   | BRA Pedro Veniss               | Quabri de l'Isle         | 4        | 1        | 0               | 5          |          |
| 17   | ESP Sergio Álvarez Moya        | Carlo 273                | 4        | 2        | 0               | 6          |          |
| 18   | CAN Yann Candele               | First Choice 15          | 4        | 0        | 4               | 8          |          |
| 18   | BRA Eduardo Menezes            | Quintol                  | 4        | 0        | 4               | 8          |          |
| 18   | CAN Tiffany Foster             | Tripple X III            | 0        | 0        | 8               | 8          |          |
| 18   | USA Lucy Davis                 | Barron                   | 4        | 0        | 4               | 8          |          |
| 18   | GER Ludger Beerbaum*           | Casello                  | 0        | 0        | 8               | 8          |          |
| 23   | GBR Ben Maher                  | Tic Tac                  | 0        | 1        | 8               | 9          |          |
| 23   | AUS Edwina Tops-Alexander      | Lintea Tequila           | 4        | 0        | 5               | 9          |          |
| 23   | SUI Janika Sprunger*           | Bonne Chance CW          | 0        | 1        | 8               | 9          |          |
| 23   | NED Jeroen Dubbeldam           | Zenith                   | 4        | 1        | 4               | 9          |          |
| 23   | SUI Romain Duguet              | Quorida de Treho         | 4        | 1        | 4               | 9          |          |
| 23   | SUI Martin Fuchs               | Clooney                  | 4        | 1        | 4               | 9          |          |
| 23   | SUI Steve Guerdat              | Nino des Buissonets      | 0        | 1        | 8               | 9          |          |
| 30   | ARG Matías Albarracín          | Cannavaro 9              | 4        | 1        | 5               | 10         |          |
| 31   | SWE Henrik von Eckermann       | Yajamila                 | 8        | 0        | 4               | 12         |          |
| 31   | NED Harrie Smolders            | Emerald                  | 12       | 0        | 0               | 12         |          |
| 33   | POR Luciana Diniz              | Fit for Fun 13           | 4        | 1        | 8               | 13         |          |
| 33   | GBR Nick Skelton               | Big Star                 | 4        | 1        | 8               | 13         |          |
| 33   | QAT Bassem Hassan Mohammed     | Dejavu                   | 4        | 1        | 8               | 13         |          |
| 36   | AUS Matt Williams              | Valinski S               | 4        | 2        | 8               | 14         |          |
| 37   | BEL Jérôme Guery               | Gran Cru Van de Roz      | 4        | 1        | 10              | 15         |          |
| 38   | ESP Manuel Fernández Saro      | U Watch                  | 8        | 1        | 8               | 17         |          |
| 38   | CAN Amy Millar                 | Heros                    | 12       | 0        | 5               | 17         |          |
| 40   | EGY Karim El-Zoghby            | Amelia                   | 8        | 1        | 9               | 18         |          |
| 40   | ARG Ramiro Quintana            | Appy Cara                | 8        | 2        | 8               | 18         |          |
| 42   | URU Nestor Nielsen van Hoff    | Prince Royal Z de la Luz | 12       | 1        | 10              | 23         |          |
| 43   | UKR Ulrich Kirchhoff           | Prince de la Mare        | 16       | 1        | 8               | 25         |          |
| –    | JPN Reiko Takeda               | Bardolino                | Retirado | Retirado | Retirado        | Retirado   | Retirado |
| –    | GBR Michael Whitaker           | Cassionato               | Desistiu | Desistiu | Desistiu        | Desistiu   | Desistiu |

* Um máximo de três ginetes de um único país poderia avançar para a final individual. Portanto, Ludger Beerbaum não avançou já que a Alemanha teve três ginetes com menos pontos de penalidade. Os quatro ginetes da Suíça tiveram 9 pontos de penalidade cada. O líder da equipe suíça decidiu não enviar Janika Sprunger para a final.

### Fase final
Rodada A
| Pos. | Ginete                         | Cavalo              | Pen.     | Pen.     | Total pen. |          |
| Pos. | Ginete                         | Cavalo              | Salto    | Tempo    | Total pen. |          |
| ---- | ------------------------------ | ------------------- | -------- | -------- | ---------- | -------- |
| 1    | GBR Nick Skelton               | Big Star            | 0        | 0        | 0          |          |
| 1    | AUS Edwina Tops-Alexander      | Linea Tequila       | 0        | 0        | 0          |          |
| 1    | NED Jeroen Dubbeldam           | Zenith              | 0        | 0        | 0          |          |
| 1    | SUI Martin Fuchs               | Clooney             | 0        | 0        | 0          |          |
| 1    | SUI Steve Guerdat              | Nino des Buissonets | 0        | 0        | 0          |          |
| 1    | ESP Sergio Álvarez Moya        | Carlo 273           | 0        | 0        | 0          |          |
| 1    | QAT Sheikh Ali Al-Thani        | First Division      | 0        | 0        | 0          |          |
| 1    | GER Christian Ahlmann          | Taloubet Z          | 0        | 0        | 0          |          |
| 1    | GER Daniel Deusser             | First Class         | 0        | 0        | 0          |          |
| 1    | FRA Roger-Yves Bost            | Sydney une Prince   | 0        | 0        | 0          |          |
| 1    | USA Kent Farrington            | Voyeur              | 0        | 0        | 0          |          |
| 1    | SWE Peder Fredricson           | All In              | 0        | 0        | 0          |          |
| 1    | CAN Eric Lamaze                | Fine Lady 5         | 0        | 0        | 0          |          |
| 14   | ARG Matías Albarracín          | Cannavaro 9         | 0        | 1        | 1          |          |
| 14   | UKR Rene Tebbel                | Zipper              | 0        | 1        | 1          |          |
| 16   | POR Luciana Diniz              | Fit for Fun 13      | 4        | 0        | 4          |          |
| 16   | SWE Henrik von Eckermann       | Yajamila            | 4        | 0        | 4          |          |
| 16   | NED Harrie Smolders            | Emerald             | 4        | 0        | 4          |          |
| 16   | GBR Ben Maher                  | Tic Tac             | 4        | 0        | 4          |          |
| 16   | CAN Tiffany Foster             | Tripple X III       | 4        | 0        | 4          |          |
| 16   | FRA Philippe Rozier            | Rahotep de Toscane  | 4        | 0        | 4          |          |
| 16   | BRA Pedro Veniss               | Quabri de l'Isle    | 4        | 0        | 4          |          |
| 16   | QAT Ali Al-Rumaihi             | Gunder              | 4        | 0        | 4          |          |
| 16   | FRA Kevin Staut                | Reveur de Hurtebise | 4        | 0        | 4          |          |
| 16   | USA McLain Ward                | Azur                | 4        | 0        | 4          |          |
| 16   | BRA Álvaro Doda de Miranda     | Cornetto K          | 4        | 0        | 4          |          |
| 16   | NED Maikel van der Vleuten     | Verdi               | 4        | 0        | 4          |          |
| 28   | BEL Jérôme Guéry               | Gran Cru Van de Roz | 8        | 0        | 8          |          |
| 28   | AUS Matt Williams              | Valinski S          | 8        | 0        | 8          |          |
| 28   | QAT Bassem Hassan Mohammed     | Dejavu              | 8        | 0        | 8          |          |
| 28   | BRA Eduardo Menezes            | Quintol             | 8        | 0        | 8          |          |
| 32   | SUI Romain Duguet              | Quorida de Treho    | 12       | 0        | 12         |          |
| 32   | CAN Yann Candele               | First Choice 15     | 12       | 0        | 12         |          |
| 32   | USA Lucy Davis                 | Barron              | 12       | 0        | 12         |          |
| –    | GER Meredith Michaels-Beerbaum | Fibonacci           | Retirado | Retirado | Retirado   | Retirado |

Rodada B
| Pos. | Ginete                     | Cavalo              | Pen.     | Pen.     | Rodada A pen. | Total pen. |
| Pos. | Ginete                     | Cavalo              | Salto    | Tempo    | Rodada A pen. | Total pen. |
| ---- | -------------------------- | ------------------- | -------- | -------- | ------------- | ---------- |
| 1    | GBR Nick Skelton           | Big Star            | 0        | 0        | 0             | 0          |
| 1    | SUI Steve Guerdat          | Nino des Buissonets | 0        | 0        | 0             | 0          |
| 1    | QAT Sheikh Ali Al-Thani    | First Division      | 0        | 0        | 0             | 0          |
| 1    | USA Kent Farrington        | Voyeur              | 0        | 0        | 0             | 0          |
| 1    | SWE Peder Fredricson       | All In              | 0        | 0        | 0             | 0          |
| 1    | CAN Eric Lamaze            | Fine Lady 5         | 0        | 0        | 0             | 0          |
| 7    | NED Jeroen Dubbeldam       | Zenith              | 0        | 1        | 0             | 1          |
| 8    | ARG Matías Albarracín      | Cannavaro 9         | 0        | 1        | 1             | 2          |
| 9    | POR Luciana Diniz          | Fit for Fun 13      | 0        | 0        | 4             | 4          |
| 9    | USA McLain Ward            | Azur                | 0        | 0        | 4             | 4          |
| 9    | BRA Álvaro Doda de Miranda | Cornetto K          | 0        | 0        | 4             | 4          |
| 9    | AUS Edwina Tops-Alexander  | Linea Tequila       | 4        | 0        | 0             | 4          |
| 9    | SUI Martin Fuchs           | Clooney             | 4        | 0        | 0             | 4          |
| 9    | GER Christian Ahlmann      | Taloubet Z          | 4        | 0        | 0             | 4          |
| 9    | GER Daniel Deusser         | First Class         | 4        | 0        | 0             | 4          |
| 16   | BRA Pedro Veniss           | Quabri de l'Isle    | 0        | 1        | 4             | 5          |
| 16   | QAT Ali Al-Rumaihi         | Gunder              | 0        | 1        | 4             | 5          |
| 16   | FRA Roger-Yves Bost        | Sydney une Prince   | 4        | 1        | 0             | 5          |
| 19   | UKR Rene Tebbel            | Zipper              | 4        | 1        | 1             | 6          |
| 20   | NED Maikel van der Vleuten | Verdi               | 4        | 1        | 4             | 9          |
| 20   | ESP Sergio Álvarez Moya    | Carlo 273           | 8        | 1        | 0             | 9          |
| 22   | FRA Kevin Staut            | Reveur de Hurtebise | 8        | 0        | 4             | 12         |
| 23   | FRA Philippe Rozier        | Rahotep de Toscane  | 8        | 1        | 4             | 13         |
| 24   | SWE Henrik von Eckermann   | Yajamila            | 12       | 0        | 4             | 16         |
| 25   | GBR Ben Maher              | Tic Tac             | 12       | 1        | 4             | 17         |
| 26   | CAN Tiffany Foster         | Tripple X III       | 16       | 1        | 4             | 21         |
| –    | NED Harrie Smolders        | Emerald             | Desistiu | Desistiu | Desistiu      | Desistiu   |

### Desempate pelo ouro
| Pos.              | Ginete                  | Cavalo              | Penalidade | Tempo (s) |
| ----------------- | ----------------------- | ------------------- | ---------- | --------- |
| Medalha de ouro   | GBR Nick Skelton        | Big Star            | 0          | 42.82     |
| Medalha de prata  | SWE Peder Fredricson    | All In              | 0          | 43.35     |
| Medalha de bronze | CAN Eric Lamaze         | Fine Lady 5         | 4          | 42.09     |
| 4                 | SUI Steve Guerdat       | Nino des Buissonets | 4          | 43.08     |
| 5                 | USA Kent Farrington     | Voyeur              | 8          | 42.23     |
| 6                 | QAT Sheikh Ali Al-Thani | First Division      | 8          | 45.03     |